# Кристалл (футбольный клуб, Дятьково)
«Кристалл» — российский футбольный клуб из Дятьково. Основан в 1992 году. Лучшее достижение в первенстве России — 9 место в 4 зоне третьей лиги в 1995 году.

## История выступлений
Есть сведения о том, что команда «Кристалл» Дятьково была заявлена на Кубок РСФСР среди команд КФК в зоне «Юг», где в четвертьфинале отказалась от противостояния с курским «Ротором».
В 1992—1993 годах года играла в Первенстве КФК, Кубке России среди любительских команд, а затем три сезона провела в Первенстве России среди команд мастеров. Спонсором команды являлся Дятьковский хрустальный завод.
| Год  | Соревнование  | Соревнование    | Место    | И  | В  | Н | П  | Мячи  | Примечания          |
| Год  | Лига/дивизион | Зона            | Место    | И  | В  | Н | П  | Мячи  | Примечания          |
| ---- | ------------- | --------------- | -------- | -- | -- | - | -- | ----- | ------------------- |
| 1992 | КФК           | Центр, группа Б | 6 из 15  | 28 | 12 | 9 | 7  | 48-35 |                     |
| 1993 | КФК           | Центр, группа А | 3 из 12  | 22 | 14 | 4 | 4  | 42-14 |                     |
| 1994 | Третья лига   | 2               | 17 из 17 | 32 | 4  | 0 | 28 | 15-75 | Снялся после 24 игр |
| 1995 | Третья лига   | 4               | 9 из 13  | 24 | 8  | 3 | 13 | 21-41 |                     |
| 1996 | Третья лига   | 4               | 12 из 16 | 30 | 6  | 9 | 15 | 23-44 | Расформирован       |

В Кубке России команда принимала участие один раз: в сезоне-1996/97 провела один матч, проиграв на своём поле на стадионе «Старь» в рамках 1/256 финала брянскому «Динамо» — 1:4.